# Slåttmyran, Härjedalen
Slåttmyran är en sjö i Härjedalens kommun i Hälsingland och ingår i Ljungans huvudavrinningsområde.